# Anouschka
Pour l’article ayant un titre homophone, voir Anouchka.
Chansons représentant l'Allemagne au Concours Eurovision de la chanson
Die Zeiger der Uhr
(1966) Ein Hoch der Liebe
(1968)
Anouschka est une chanson écrite par Hans Bradtke, composée par Hans Blum (en) et interprétée par Inge Brück, sortie en 1967. 
C'est la chanson représentant l'Allemagne au Concours Eurovision de la chanson 1967.
La chanson a également été enregistré en français par Inge Brück sous le même titre.

## À l'Eurovision

### Sélection
La chanson Anouschka, interprétée par Inge Brück, est sélectionnée en interne en 1967 par la Norddeutscher Rundfunk, pour représenter l'Allemagne au Concours Eurovision de la chanson 1967 le 8 avril à Vienne, en Autriche.

### À Vienne
La chanson est intégralement interprétée en allemand, langue officielle de l'Allemagne, comme l'impose la règle de 1966 à 1972. L'orchestre est dirigé par Hans Blum (en).
Anouschka est la neuvième chanson interprétée lors de la soirée du concours, suivant Varjoon - suojaan de Fredi pour la Finlande et précédant Ik heb zorgen de Louis Neefs pour la Belgique.
À l'issue du vote, elle obtient 7 points, se classant 8e — à égalité avec Som en dröm d'Östen Warnerbring pour la Suède et Vse rože sveta de Lado Leskovar pour la Yougoslavie — sur 18 chansons,.

## Liste des titres
| A. | Anouschka      | Hans Blum (en)                   | 2:04 |
| B. | In dieser Welt | Rudolf-Günter Loose, Udo Jürgens | 3:00 |

| A1. | Anouschka                           | Hans Blum (en) adaption : Daniel Faure   | 2:05 |
| A2. | Il faut de tout pour faire un monde | Bernard Kesslair, Jacques Chaumelle      | 2:14 |
| B1. | Il y a du bleu... (Matthew and Son) | Cat Stevens adaption : Jacques Chaumelle | 2:04 |
| B2. | Dans ce train qui s'en va           | André Salvet, Daniel Faure               | 2:38 |

## Historique de sortie
| Pays       | Date       | Format              | Label   |
| ---------- | ---------- | ------------------- | ------- |
| Allemagne, | 1967       | 45 tours            | Ariola  |
| Canada     | 1967       | 45 tours            | Philips |
| Espagne    | 1967       | 45 tours            | Belter  |
| France,    | avril 1967 | super 45 tours (EP) | Philips |
| Suède      | 1967       | 45 tours            | Sonet   |